# Silvestre de Sacy
Antoine-Isaac, barón Silvestre de Sacy (París, 21 de marzo de 1758 - 21 de febrero de 1838) fue un lingüista y orientalista francés.

## Biografía
Hijo de un notario parisino de origen jansenista, su pronta muerte hizo que la educación del hijo recayese sobre la madre.
Estudiante de lenguas semíticas, en 1795 fue nombrado profesor de lengua árabe en la recientemente creada École spéciale de langues orientales vivantes, donde ejerció un importante magisterio con alumnos provenientes de toda Europa, como el francés Jean-François Champollion, los alemanes Heinrich Leberecht Fleischer y Johann Gustav Stickel, el sueco Johan David Åkerblad, o el español Pascual de Gayangos y Arce. Fruto de esta labor didáctica publicó Chrestomatie Arabe (3 vols., 1806), Grammarie Arabe (1810) y Anthologie grammaticale (1829).
En 1806 fue nombrado además profesor de lengua persa. Creado barón en 1813, en 1815 fue nombrado rector de la Universidad de París y, durante la segunda restauración, tuvo un papel activo en la comisión de instrucción pública. En 1822 fue miembro fundador, junto a Jean-Pierre Abel-Rémusat, de la Sociedad Asiática. Desde 1832 fue secretario perpetuo de la Academia de Inscripciones. Ese mismo año fue nombrado par de Francia.

## Obra
Sus primeros trabajos como lingüista y orientalista los realizó sobre inscripciones pahlaví de los reyes sasánidas en 1791. Durante esos años empezó también sus estudios sobre la religión de los drusos, pero los resultados finales de sus investigaciones sólo se publicaron póstumamente e incompletos, Exposé de la religion des Druzes (2 vols, 1838). 
Entre sus obras destacan también su Calila et Dimna, (1816).

### Obras originales
- Mémoires sur l'histoire des Arabes avant Mahomet, Paris, 1785
- Mémoires sur diverses antiquites de la Perse, Paris, 1793
- Principes de Grammaire générale, mis à la portée des enfans, et propres à servir d’introduction à l’étude de toutes les langues, Paris, 1799, 8ª reimp. 1852
- Chrestomathie arabe, ou extraits de divers écrivains arabes : tant en prose qu’en vers, à l’usage des élèves de l'École spéciale des Langues Orientales vivantes, 3 volumes, Paris, 1806; 2ª ed. 1826
- Grammaire arabe à l’usage des élèves de l’École Spéciale des Langues Orientales Vivantes : avec figures, 2 volumes, Paris, 1810; 2ª ed. 1831
- Mémoire sur les monuments de Kirmanshah ou Bisutun, Paris, 1815
- Mémoires d’histoire et de littérature orientales, Paris, 1818 (Contiene el famoso artículo «Mémoire sur la dynastie des Assassins et sur l'étymologie de leur nom», p. 322-403}}
- Anthologie grammaticale arabe, ou morceaux choisis de divers grammairiens et scholiastes arabes …, Paris, 1829
- Exposé de la religion des Druzes, 2 volumes, Paris, 1838

### Traducciones (selección)
- Mīr Ḫwānd, Histoire des Rois de Perse de la Dynastie des Sassanides, 1793
- Aḥmad Ibn-Alī al-Maqrīzī, Traité des monnoies Musulmanes, 1797
- Abd al-Latif al-Baghdadi, Relation arabe sur l'Égypte, Paris, 1810
- Bīdpāī, Calila et Dimna ou fables de Bidpai, 1816
- Farīd-ad-Dīn 'Attar, Pend-Nameh : ou Le Livre des conseils, trad. et publié par Silvestre de Sacy, Paris, Debure, 1819
- Al-Qāsim Ibn-Alī al-Ḥarīrī, Les séances de Hariri, Paris, 1822
- Ǵāmi, Nūr-ad-Dīn Abd-ar-Rahmān, Vie des Soufis ou les haleines de la familiarité, Paris, Imprimerie royale, 1831
- Yehûdā Ben-Šelomo al-Ḥarîzî, Extrait du Séfer Tahkémoni, 1833